# وی چیوشیانگ
وی چیوشیانگ (انگلیسی: Wei Qiuxiang؛ زادهٔ ۱۵ فوریهٔ ۱۹۸۶) بازیکن هندبال زن اهل چین است. وی در بازی‌های المپیک تابستانی ۲۰۰۸ شرکت کرده‌است.